# The Art of the Trio IV: Back at the Vanguard
The Art of the Trio IV: Back at the Vanguard från 1999 är ett musikalbum med Brad Mehldau Trio. Det spelades in live i januari 1999 på jazzklubben Village Vanguard i New York.

## Låtlista
1. All the Things You Are (Jerome Kern/Oscar Hammerstein) – 13:44
2. Sehnsucht (Brad Mehldau) – 10:49
3. Nice Pass (Brad Mehldau) – 17:35
4. Solar (Miles Davis) – 9:55
5. London Blues (Brad Mehldau) – 7:38
6. I'll Be Seeing You (Irving Kahal/Sammy Fain) – 7:17
7. Exit Music (for a Film) (Radiohead) – 8:54

## Medverkande
- Brad Mehldau – piano
- Larry Grenadier – bas
- Jorge Rossy – trummor